# Jennifer Melfi
Dr Jennifer Melfi, grana przez Lorraine Bracco, jest psychiatrą fikcyjnego bossa mafii, Tony’ego Soprano, i jedną z głównych postaci serialu telewizyjnego „Rodzina Soprano”.
Dr Melfi jest jedyną osobą, która jest w stanie zrozumieć Tony’ego – z całych sił stara się mu pomóc przez znalezienie przyczyn jego ataków.
Jest rozwiedziona z Richardem LaPenną; ma jednego syna, Jasona.
W odcinku „Employee of the Month” Melfi zostaje zgwałcona w podziemnym garażu. Kiedy odkrywa kto jest napastnikiem, zastanawia się, czy nie poprosić Tony’ego o zemstę, ale ostatecznie nie mówi mu o niczym.
Melfi także chodzi do psychiatry, jej szkolnego kolegi, dr. Elliota Kupferberga (Peter Bogdanovich).